# Cyryl III (Zaim)
Cyryl III, też: Cyryl VI, nazwisko świeckie Zaim (ur. 1657, zm. 1720) – prawosławny patriarcha Antiochii w latach 1694–1720.